# تيري جوستين
تيري جوستين (بالإنجليزية: Terry Heath)‏ (17 نوفمبر 1943 في المملكة المتحدة - 25 يناير 2011 في إسبانيا) هو لاعب كرة قدم بريطاني في مركز الوسط. لعب مع سكونثورب يونايتد وليستر سيتي وهال سيتي ولينكولن سيتي أف سي.

## وصلات خارجية
- تيري جوستين على موقع قاعدة بيانات كرة القدم.إي يو (الإنجليزية)